# Ivan XIV.
Ivan XIV., rođen kao Pietro Campanora, papa od prosinac 983. do 20. kolovoza 984. godine.